# Frýdek-Místek
Die Doppelstadt und Bezirksstadt Frýdek-Místek (deutsch Friedeck-Mistek, auch Friedek-Mistek) im Moravskoslezský kraj (Tschechien) mit 53.950 Einwohnern (2024) entstand am 1. Januar 1943 durch die Vereinigung von zwei selbständigen Städten, dem mährischen Friedberg (als Místek im Jahr 1434 zum ersten Mal erwähnt) und dem schlesischen Friedeck (Frýdek). Frýdek befindet sich am rechten Ufer des Flusses Ostravice, direkt am Zusammenfluss mit der Morávka, Místek am linken Ufer. Die Ostravice ist hier die traditionelle Grenze zwischen Mähren und Schlesien. Frýdek-Místek ist Sitz der Bezirksverwaltung des gleichnamigen Bezirks.

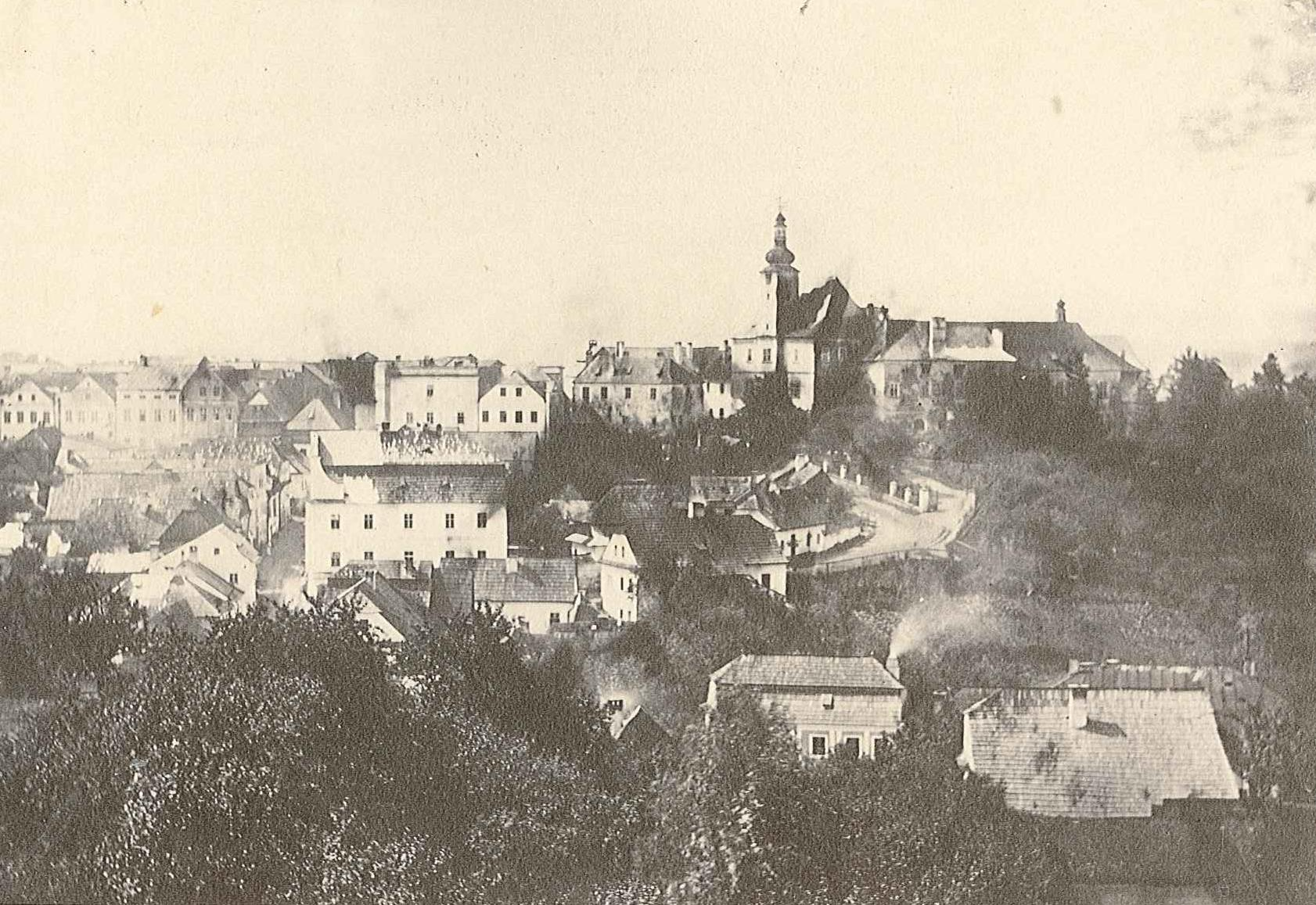
Fotografie der Stadt Friedeck, um 1865

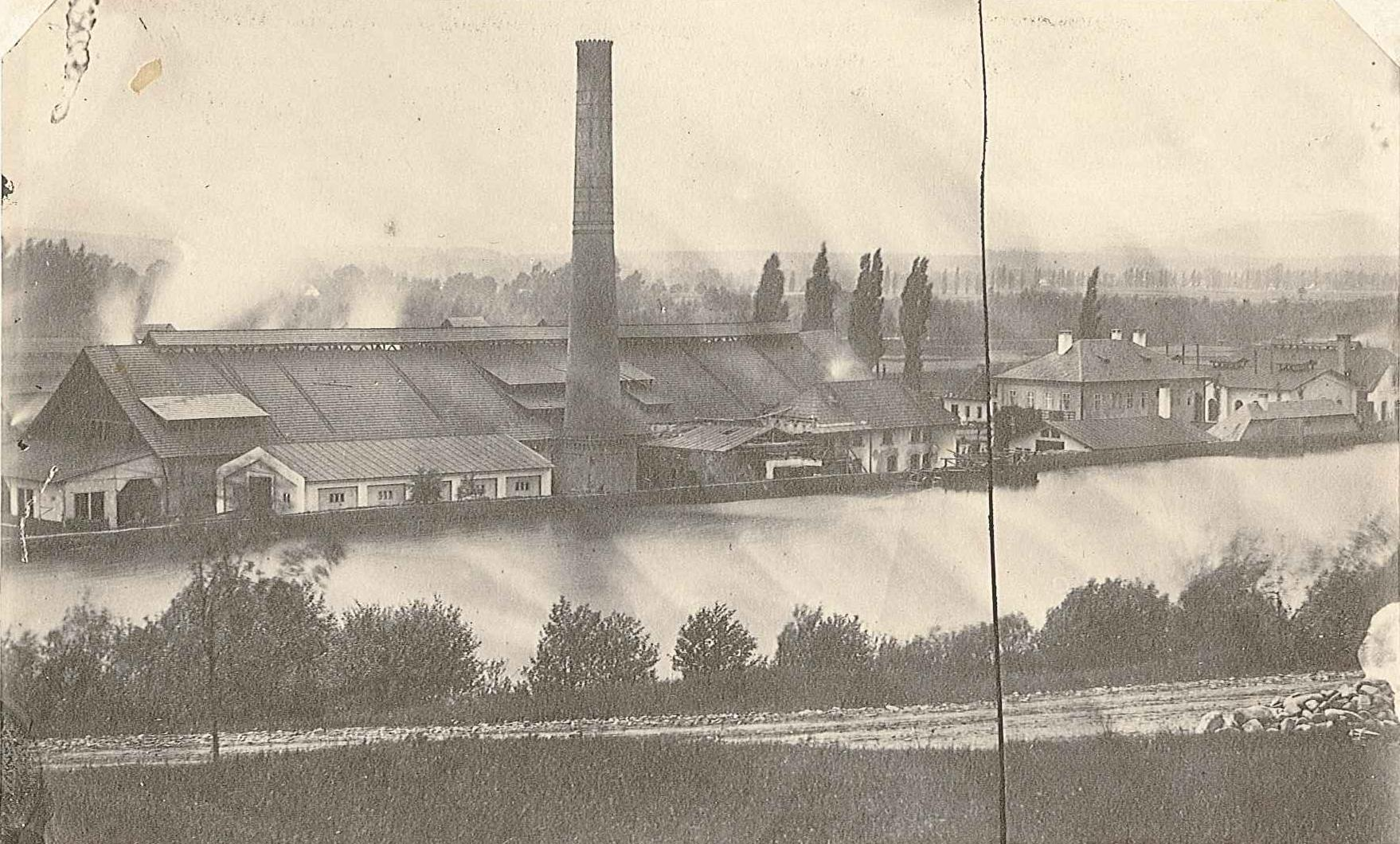
Carlshütte in Leskowetz, um 1865

## Geographie
Frýdek-Místek liegt knapp 3 Kilometer von Ostrava entfernt und befindet sich am Zufluss der Flüsse Ostravice und Morávka sowie an der Grenze zwischen Mähren und dem tschechischen Schlesien. Durch Frýdek-Místek verläuft die Dálnice 48 (ein Teil der Europastraße 462), von der in der Stadt sich die Dálnice 56 abspaltet. Weiterhin verlaufen durch Frýdek-Místek die Silnice I/48 und die Silnice I/56, mitsamt vielen kleineren Landstraßen. Weiterhin ist die Stadt durch die Bahnstrecken Ostrava–Frýdek-Místek und Kojetín–Český Těšín angebunden.
Bedeutend ist der in Frýdek-Místek vorhandene Stausee Olešná, der sich für Wassersport eignet und für die Fischerei genutzt wird.
An Frýdek-Místek grenzen die Orte Baška, Bruzovice, Dobrá u Frýdku-Místku, Fryčovice, Hukvaldy, Janovice u Frýdku-Místku, Nižní Lhoty, Nošovice, Palkovice, Paskov, Raškovice, Řepiště, Sedliště ve Slezsku, Staré Město u Frýdku-Místku, Staříč, Sviadnov und Žabeň.

## Geschichte

### Frýdek (Friedeck)
Möglicherweise war das inzwischen verschwundene Dorf Jamnice bzw. Jamnica im Herzogtum Teschen, um 1305 erstmals schriftlich als Jannutha im Liber fundationis episcopatus Vratislaviensis erwähnt, die erste Ansiedlung auf dem Gebiet der Stadt. Der genaue Standort dieses Dorfes konnte bisher nicht nachgewiesen werden. Es befand sich wahrscheinlich an der Stelle von Staré Město (deutsch Altstadt), kann aber auch auf den Fluren des Stadtteils Frýdek gelegen haben.
Die Festung von Jamnitz wurde später in eine gotische Burg der Landesherren umgebaut, in deren Einzugsgebiet zwischen 1327 und 1386 die erstmals als Fridek erwähnte Stadt angelegt wurde. Der Name ist abgeleitet vom mittelhochdeutschen vride (Friede) und eck (Ecke). Anfang des 15. Jahrhunderts wurde Friedeck Zentrum der Region und beschützte gemeinsam mit der Burg den Handelsweg durch die Mährische Pforte nach Krakau an der Landesgrenze. Nach dem Tod von Herzog Friedrich Kasimir von Teschen wurde Friedeck aus dem Herzogtum Teschen ausgegliedert und als die Minderherrschaft Friedek 1573 den Brüdern Georg und Matthias von Logau (Jiří und Matyáš z Lohova) verkauft. Später übernahmen die Familien von Würben und Freudenthal, von Oppersdorf, Praschma von Bilkau (Pražma z Bílkova) und schließlich die Habsburger (als es von Albert Kasimir von Sachsen-Teschen gekauft und mit der Teschener Kammer zusammen verwaltet wurde) die Ländereien. In der Zeit der Minderherrschaft stieg die Bedeutung der tschechischsprachigen und römisch-katholischen Bevölkerung in der Stadt. Im 17. Jahrhundert wurde die Stadt durch Brände und die Pest heimgesucht. 1869 wurde Friedeck zur Magisterstadt. In der zweiten Hälfte des 19. Jahrhunderts wurde die Stadt industrialisiert und dabei stieg die Zahl der Einwohner, z. B. im Jahr 1880 war sie 5.826 (davon 1053 oder 18,1 % waren deutschsprachig, 1890: 36,3 %, 1900: 37,8 %, 1910: 52,7 %). 1921 zählte Friedeck bereits knapp elftausend Einwohner.

### Místek (Mistek)

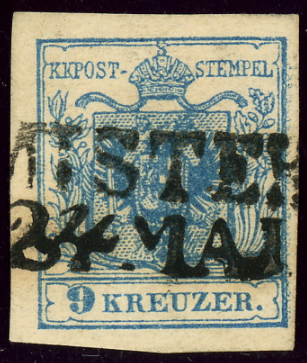
Stempel von Mistek auf einer Briefmarke der Wappenausgabe 1850 (zwischen 1850 und 1858)

Bekannt ist Místek für häufige Überschwemmungen. An seiner Stelle befand sich ursprünglich der Marktflecken Friedberg (Frydberk), von dem das erste Mal im Testament des Bischofs Bruno von Schauenburg vom 29. November 1267 berichtet wird. Während der Kriege der mährischen Luxemburger in den Jahren 1386–1400 wurde Friedberg zerstört. 1402 verkauften Lacek und Wok von Krawarn dem Fürsten Przemislaus I. von Teschen einige Siedlungen, unter anderem auch „Newensteil“ – das heutige Místek (der Name erschien erstmals im Jahr 1434 als Miestko). Zwischen 1402 und 1581 war das „Neustädtl“ gemeinsam mit umliegenden Gemeinden an Friedeck angeschlossen. Später wurde die Stadt wieder eigenständig und Eigentum der Herren von Hochwald. Auch zu dieser Zeit wurde die Stadt, für die sich immer mehr der Name Mistek einbürgerte, mehrmals von Feuerbrünsten und Überschwemmungen heimgesucht. Seit Beginn der industriellen Revolution nahm die Bevölkerungszahl stark zu. Hatte die Stadt 1834 noch 2.600 Einwohner, so lebte hier 1900 bereits die dreifache Anzahl. Der Name Fridberg überdauerte bis zum 16. Jahrhundert. In Kartenwerken des 19. Jahrhunderts war die Stadt nur als Mistek verzeichnet.

### Deutsche Besatzungszeit
Bei der Besetzung der „Rest-Tschechei“ durch Deutschland wehrten sich die Soldaten des 8. Fußregiments gegen die Besatzer, die zunächst durch die Mährische Pforte ins Landesinnere vordrangen. Am 14. März 1939 abends kam es bei Místek zu Schießereien zwischen der Wehrmacht und diesem mährischen Regiment. Während der Besatzung bekam Místek offiziell den seit dem 17. Jahrhundert ungebräuchlichen Namen Friedberg. Die Städte wurden mit den umliegenden Gemeinden zusammengelegt.

### Gemeinsame Geschichte
In den Jahren 1960 bis 1964 wurde am Südrand des Gemeindegebiets die Olešná-Talsperre gebaut. Seit 1983 vor allem zur Wasserversorgung eines Zellulosewerkes genutzt, wurde sie in den letzten Jahren touristisch aufgewertet.

## Stadtteile

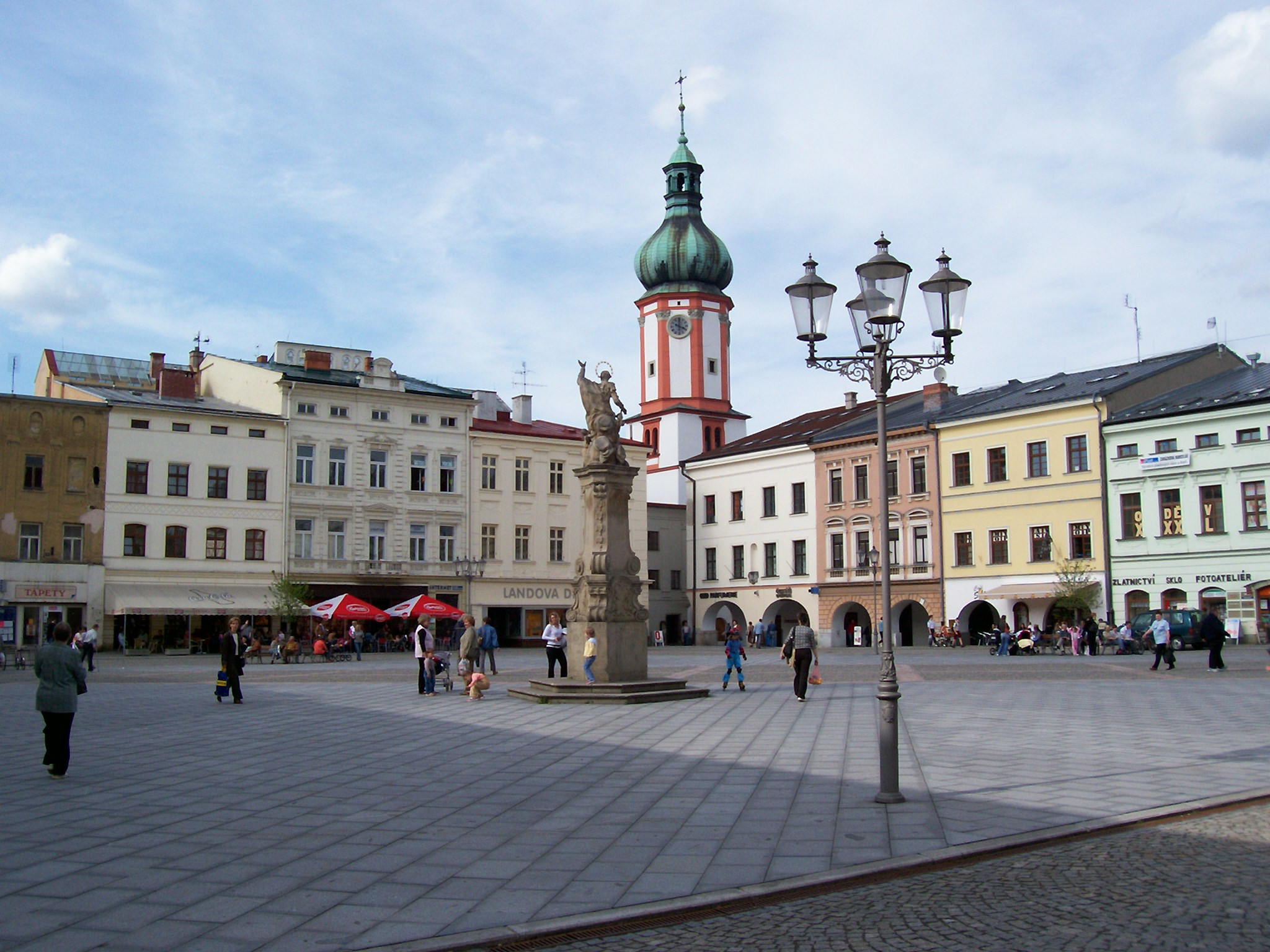
Marktplatz in Místek

- Chlebovice
- Lískovec
- Lysůvky
- Skalice
- Zelinkovice

## Bevölkerungsentwicklung
| Jahr      | 1869   | 1880   | 1890   | 1900   | 1910   | 1921   | 1930   | 1950   | 1961   | 1970   | 1980   | 1991   | 2001   | 2011   | 2021   |
| --------- | ------ | ------ | ------ | ------ | ------ | ------ | ------ | ------ | ------ | ------ | ------ | ------ | ------ | ------ | ------ |
| Einwohner | 13.617 | 14.989 | 17.413 | 20.902 | 22.914 | 22.473 | 26.379 | 27.002 | 31.364 | 42.608 | 55.191 | 63.808 | 61.400 | 56.356 | 53.698 |

## Sehenswürdigkeiten
- Etwa fünf Kilometer südwestlich der Stadt liegt das Hügelland Palkovické hůrky mit der Ruine der Burg Hukvaldy.
- Im Schloss im Zentrum von Friedeck befindet sich das Beskidenmuseum.
- Die Wallfahrtsbasilika Mariä Heimsuchung in Friedeck
- Die evangelische St.-Peter-und-Paul Kirche in Friedeck
- Jüdischer Friedhof (Frýdek-Místek)

Sehenswürdigkeiten
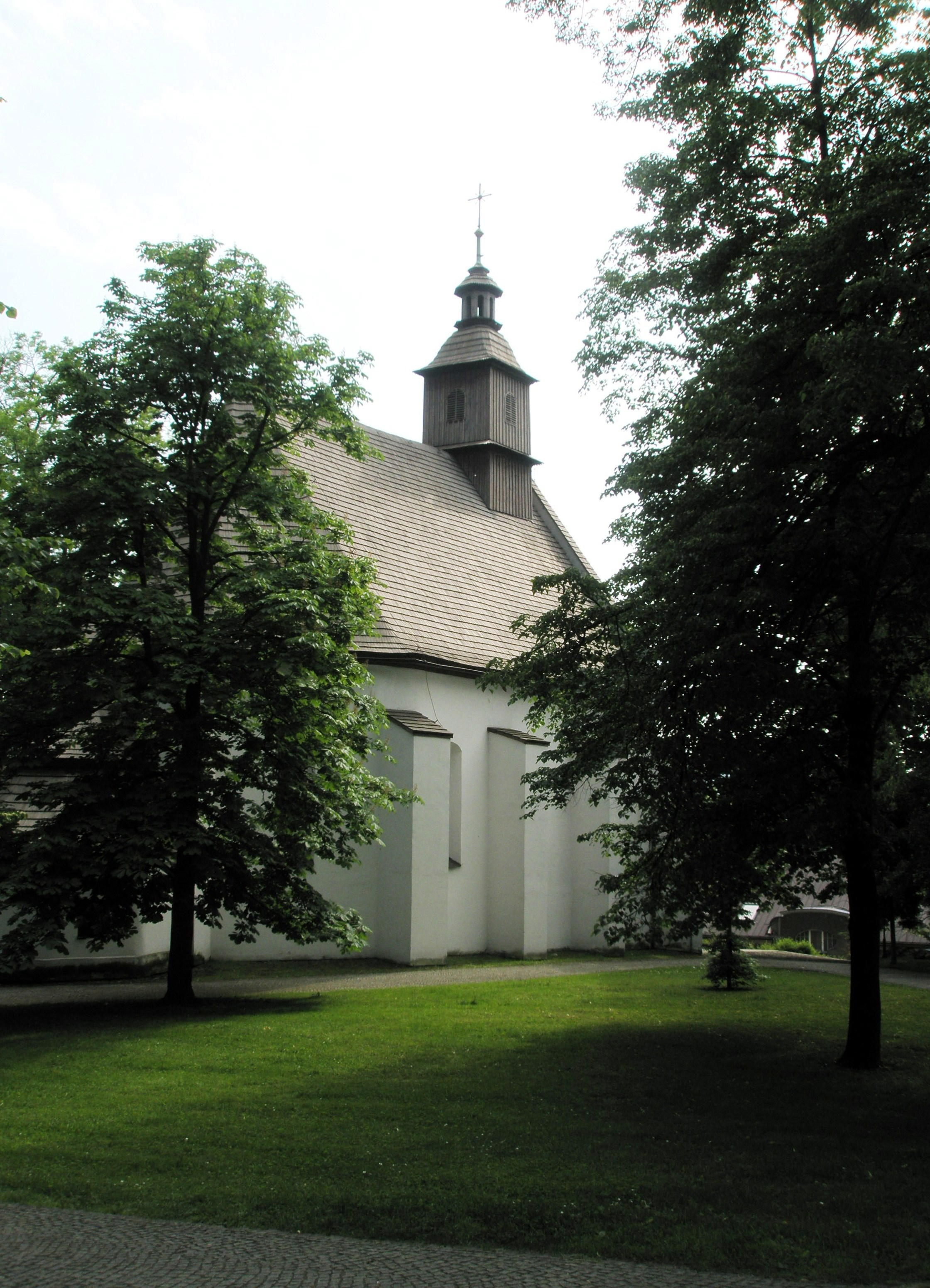
Jodokuskirche in Frýdek
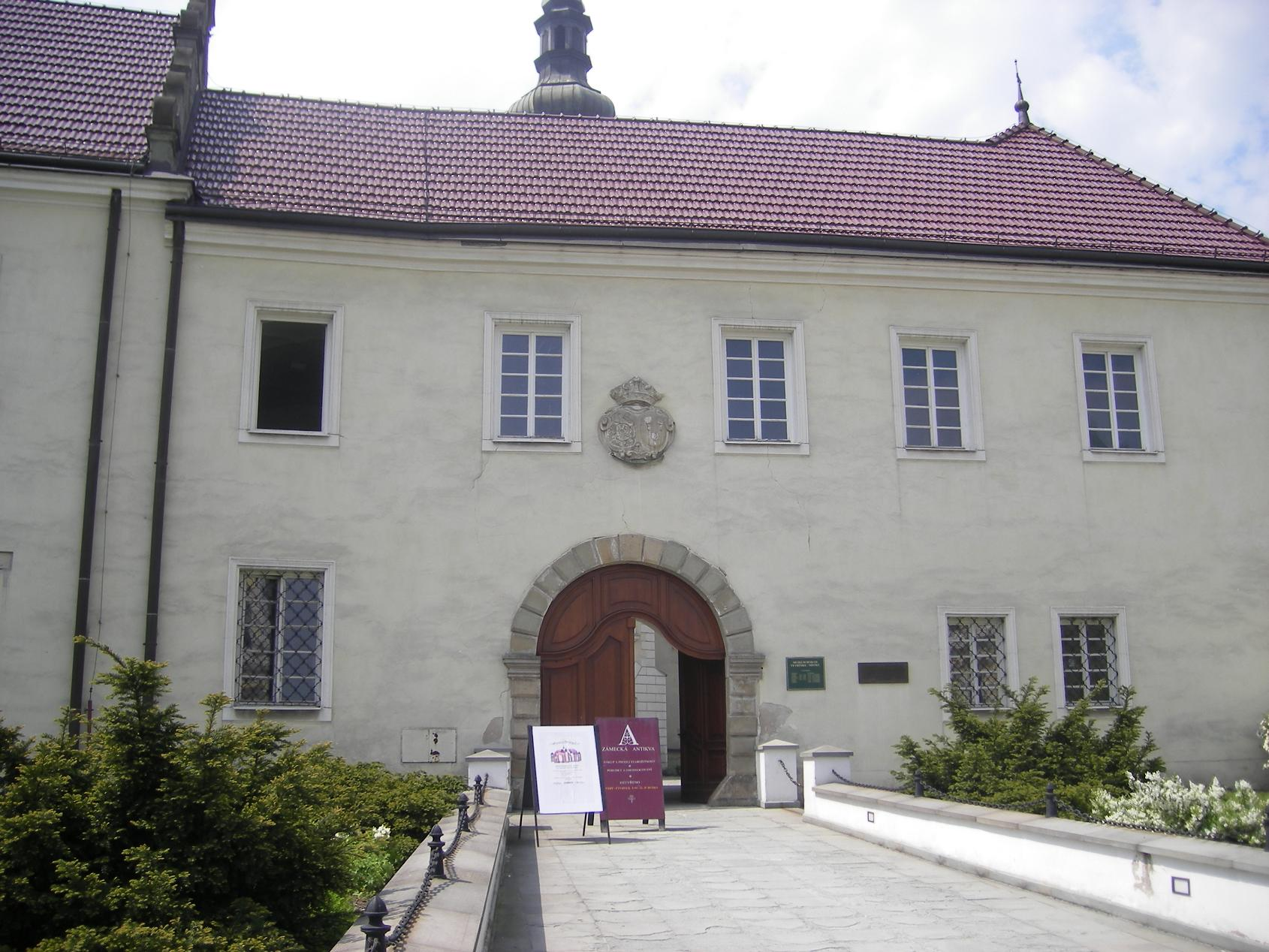
Beskidenmuseum Friedeck
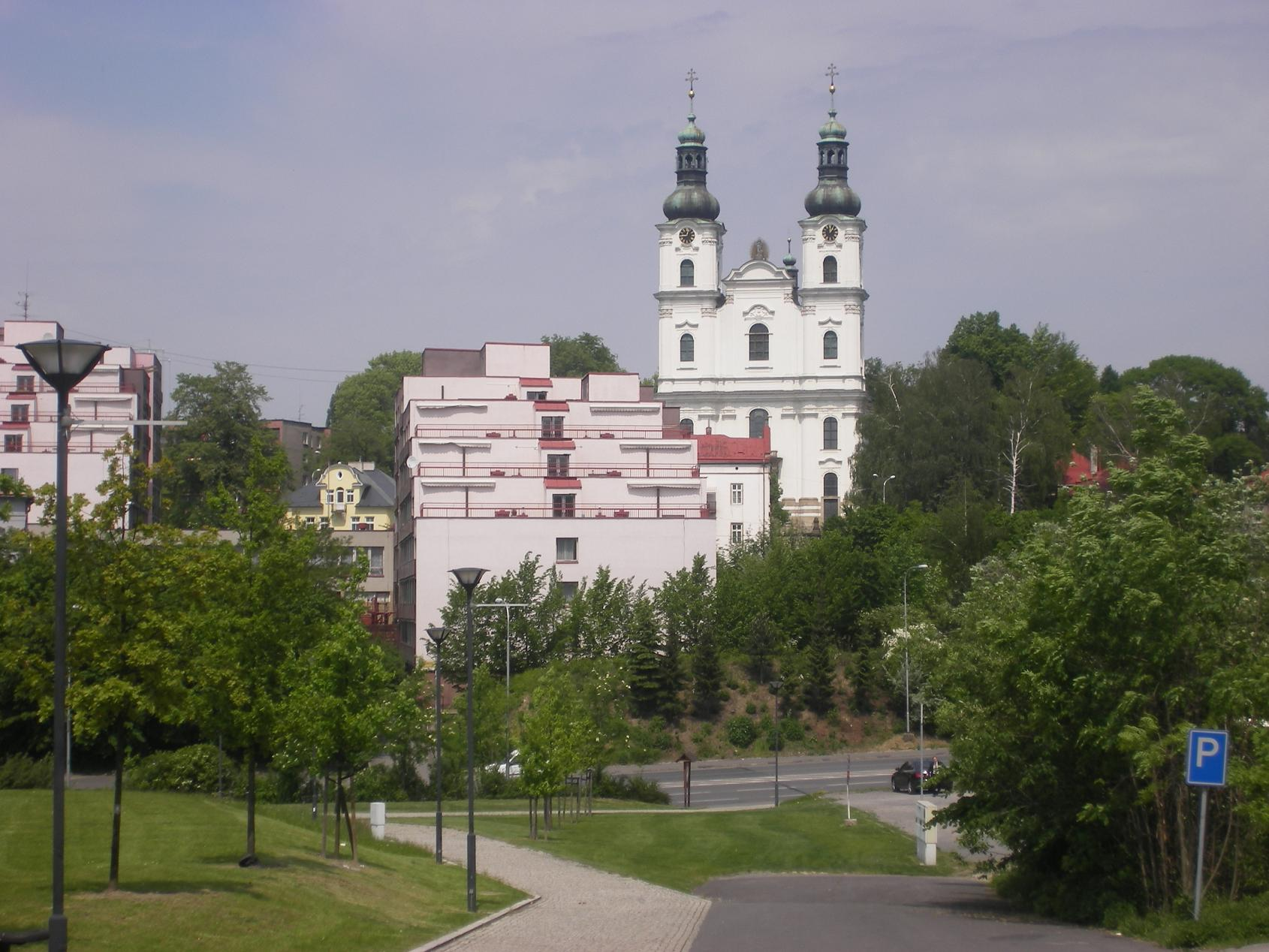
Wallfahrtsbasilika Mariä Heimsuchung in Friedeck
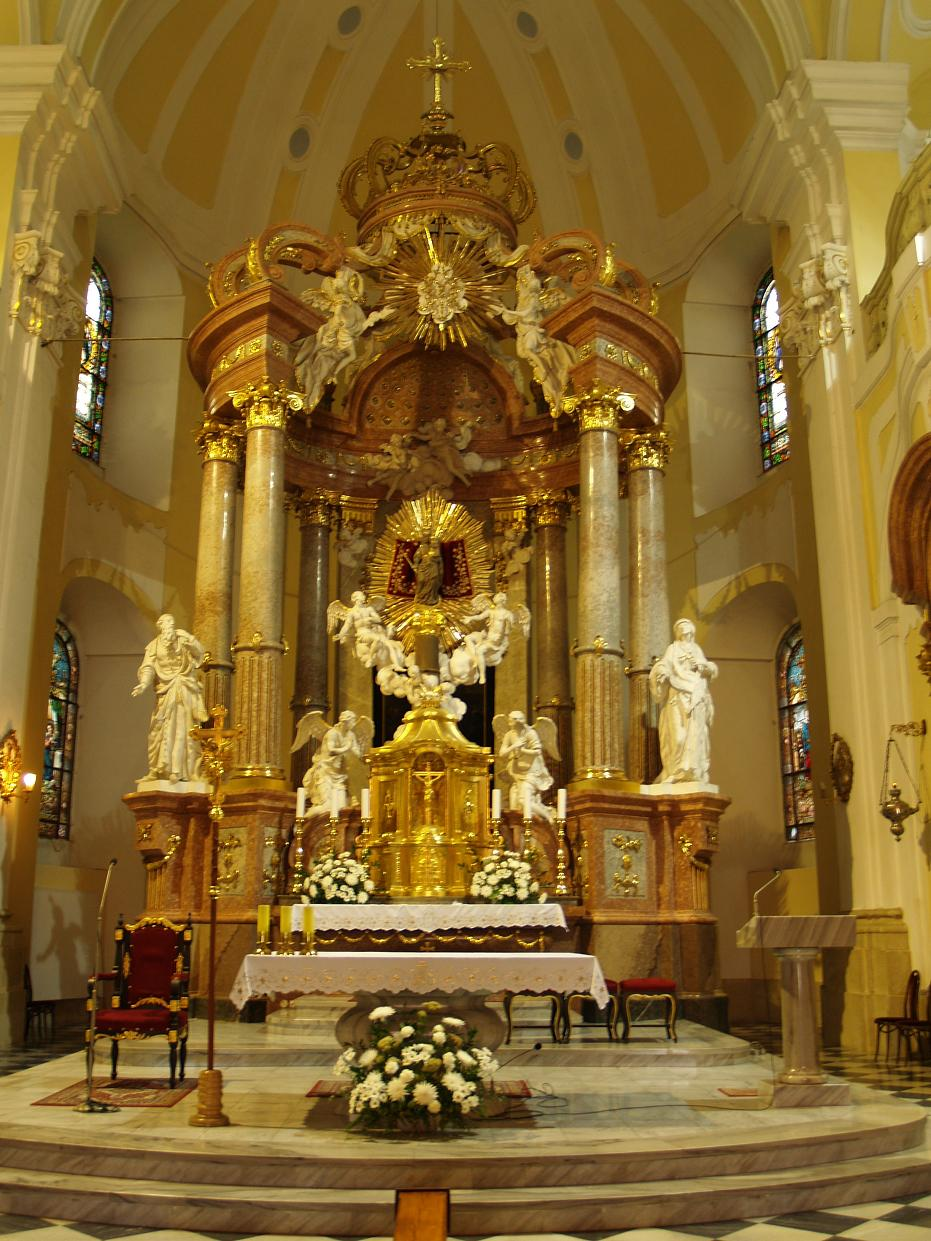
Hauptaltar der Wallfahrtsbasilika Mariä Heimsuchung in Friedeck

## Partnerstädte
- Bielsko-Biała[7]
- Harelbeke[7]
- Mysłowice[7]
- Žilina[7]
- Żywiec[7]

## Persönlichkeiten
- Eduard Bartoníček (* 31. August 1855 in Chrudim; † 7. Mai 1915 in Prag), Organist und Komponist der schlesischen Hymne[8]
- Petr Bezruč (1867–1958), Dichter, lebte hier 1891–1893
- Tomáš Čep (1886–1959), Soziologe
- Franz Chvostek senior (1835–1884), österreichischer Mediziner
- Victor Clariß Czajanek (* 1876 in Místek; † 25. September 1952 in Frohnleiten, Steiermark), deutscher Komponist und Kirchenmusiker; flüchtete nach dem Zweiten Weltkrieg nach Frohnleiten in der Steiermark, wo er die Position eines Musikschulleiters innehatte
- Günther Furrer (* 26. November 1922[9] in Friedek; † 3. August 2013 in Zürich[10]), Schweizer Sportjournalist der NZZ[11]
- Tomáš Galásek (* 1973), Fußballspieler
- Dan Gawrecki (1943–2025), Historiker
- Ervin Goj (1905–1989), Schriftsteller, der auch unter dem Pseudonym Óndra Łysohorsky publizierte
- Christian Hirschmentzl (1638–1703), Mönch und Schriftsteller
- Benedikt Holub (* 2000), Skispringer
- Jana Jacková (* 1982), Schachmeisterin
- Jan Keller (* 1955), Soziologe und Politiker
- Benno Landsberger (1890–1968), deutsch-US-amerikanischer Assyriologe und Hochschullehrer
- Guido Masanetz (1914–2015), deutscher Komponist und Kapellmeister
- Ondřej Palát (* 1991), Eishockeyspieler
- Emil Paur (1855–1932), österreichischer Dirigent und Komponist
- Johann Karl Ratzer (1802–1863), Dichter, Abgeordneter und Verwaltungsjurist, Bezirkshauptmann in Mistek
- Petr Samec (* 1964), Fußballspieler und -trainer
- Josef Honor Schneider (1804–1874), Arzt, Naturforscher und Autor
- Pavla Schönová (* 1955), Jazzmusikerin
- Karl Schrammel (1907–1945), römisch-katholischer Geistlicher, NS-Opfer
- Peter-Torsten Schulz (* 1944), Maler, Dichter, Fotograf und Designer
- Karl Schwerzek (1848–1918), österreichischer Bildhauer
- Lubomír Šlapeta (1908–1983), Architekt
- Jiří Urbánek (1944–2009), Fusion- und Jazzmusiker
- Michael Winkler (1822–1893), Fabrikant, Schöpfer des Häusernummerierungssystems vieler Städte der Monarchie
- Petr Velička (* 1967), Schachmeister
- Evžen Zámečník (1939–2018), Komponist, Dirigent und Musiker